# Aartsbisdom Monaco
Het Aartsbisdom Monaco (Latijn: Archidioecesis Monoecensis; Frans: Archidiocèse de Monaco) is met zijn oppervlakte van 2 vierkante kilometer het kleinste aartsbisdom van de Rooms-Katholieke Kerk. Het maakt geen deel uit van een kerkprovincie, maar valt als immediatum onder rechtstreeks gezag van de Heilige Stoel.

## Geschiedenis
Sinds het ontstaan van het dwergstaatje Monaco in 1297, viel het grondgebied kerkrechtelijk onder het bisdom Nice in Frankrijk. De abdij van HH. Nicolaas en Benedictus in Monaco werd in 1868 tot territoriale abdij verheven. Dat hield in dat de abdij de status van bisdom kreeg en dat de abt de hoogste kerkelijke persoon was. 
Op 15 maart 1887 werd Monaco een bisdom. De grote verandering was dat de abt niet meer automatisch bisschop van Monaco werd. Op 30 juli 1981 werd het bisdom verheven tot aartsbisdom.

## Katholicisme in Monaco
Het katholicisme is de officiële godsdienst van Monaco. In de grondwet is verder bepaald dat men vrij is in de keuze van godsdienst. Het merendeel van de inwoners van Monaco is katholiek. Binnen het bisdom zijn ca. 20 priesters werkzaam binnen 6 parochies.
Apostolisch nuntius voor Monaco is aartsbisschop Martin Krebs, die tevens nuntius is voor Liechtenstein en Zwitserland.

## Lijst van (aarts)bisschoppen van Monaco
| Periode                 | Bisschop                                     | Opmerkingen                        |
| ----------------------- | -------------------------------------------- | ---------------------------------- |
| 21-05-1868 - 15-07-1878 | Romarico Flugi, O.S.B.                       | Abt, geen bisschop                 |
| 15-07-1878 - 11-11-1901 | Charles-Bonaventure-François Theuret, O.S.B. | Abt, bisschop gewijd op 21-07-1878 |
| 02-10-1903 - 06-06-1915 | Jean-Charles Arnal du Curel                  | Bisschop van Monaco                |
| 08-05-1916 - 10-07-1918 | Gustave Vié                                  | Bisschop van Monaco                |
| 16-12-1920 - 13-02-1924 | Georges-Prudent-Marie Bruley des Varannes    | Bisschop van Monaco                |
| 25-04-1924 - 02-03-1936 | Auguste-Maurice Clément                      | Bisschop van Monaco                |
| 02-03-1936 - 13-05-1953 | Pierre-Maurice-Marie Rivière                 | Bisschop van Monaco                |
| 13-05-1953 - 04-05-1962 | Gilles-Henri-Alexis Barthe                   | Bisschop van Monaco                |
| 09-06-1962 - 08-05-1971 | Jean-Édouard-Lucien Rupp                     | Bisschop van Monaco                |
| 27-06-1972 - 01-12-1980 | Edmond-Marie-Henri Abelé                     | Bisschop van Monaco                |
| 30-07-1981 - 16-07-1984 | Charles Amarin Brand                         | Aartsbisschop van Monaco           |
| 31-05-1985 - 16-05-2000 | Joseph Sardou, S.C.J.                        | Aartsbisschop van Monaco           |
| 16-05-2000 - 21-01-2020 | Bernard Barsi                                | Aartsbisschop van Monaco           |
| 21-01-2020 - heden      | Dominique-Marie David Emm.                   |                                    |